# Aplicabilitat industrial
L'aplicabilitat industrial és un requisit objectiu per a la concessió d'una patent. Consistix en el fet que la invenció patentada ha de poder ser utilitzada o fabricada en qualsevol tipus d'indústria, inclosa l'agrícola.
És un requisit fàcil de complir. Però moltes legislacions establixen que els mètodes de tractament o diagnòstic de malalties animals o humanes no tenen aplicació industrial i, per tant, no són patentables. No s'impedix tanmateix patentar els aparells utilitzats. Així fa per exemple el Conveni sobre la Patent Europea.
Els altres requisits objectius són la novetat i l'activitat inventiva.